# Мечислав Гвальберт Павліковський
Мечислав Гвальберт Павліковський — польський поет, публіцист, журналіст політичний та громадський діяч. Один із засновників польського гімнастичного товариства «Сокіл» у Кракові.

## Життєпис
Місце народження  — Лемберг, Австрійська імперія (зараз Львів, Україна)

## Біографія
Батько поета — Йосиф Павліковський (12.07.1793 — 30.01.1852). Навчався у гімназії в Перемишлі потім у Львівському ліцеї, у Відні закінчив право. Був колекціонером та бібліофілом. Зібрана ним бібліотека нараховувала 20 000 друків і рукописів, понад 700 карт, а колекція малюнків і графіки становила понад 25 000 позицій. Мечислав був його єдиним спадкоємцем.
Під час Січневого повстання в Польщі  (1863—1864), на землях колишньої Речі Посполитої, був членом Міського комітету та Експедиційної комісії у Львові, заступником комісара Національного уряду у Східній Галіції (1863).
Після придушення повстання у 1864 році був ув'язнений австрійською владою до в'язниці в Оломоуці, де провів 1 рік і 2 місяці.
Співзасновник Національного літературного товариства (1867) та газети «Край» (1869). Віце-президент Краківського сільськогосподарського товариства (1879—1883).
Належав до гуртка польських істориків та поетів, що групувалися біля журналу «Dziennika literackiego».
Його сини — Ян Павліковський, ідеолог польської природоохорони, доктор наук, публіцист і громадський діяч і Тадеуш Павліковський.

## Творчість
Автор переважно сатиричних творів.
Вибрані твори: «Pamiętnik pieśniarza» (1855), «Plotki и prawdy» (1872), «Ultramontanie i moderanci» (1872), «Literatura jezuicka w Krakowie» (1873), «Tajemnica pani Krzuckiej» (1876), «Testament Napoleona» (1879), «Drugi tom» (1885), «Baczmacha» (1898), «Obrazki и opowiadania» (Варшава, 1904).